# Élections législatives de 1968 en Lot-et-Garonne
Les élections législatives françaises de 1968 se déroulent les 23 et 30 juin 1968. Dans le département de Lot-et-Garonne, trois députés sont à élire dans le cadre de trois circonscriptions.

## Élus
| Circonscription | Député sortant     | Parti | Parti          | Député élu ou réélu | Parti | Parti          |
| --------------- | ------------------ | ----- | -------------- | ------------------- | ----- | -------------- |
| 1re             | Jacques Bordeneuve |       | FGDS (Radical) | Georges Caillau     |       | RI             |
| 2e              | Hubert Ruffe       |       | PCF            | Guy Bégué           |       | UDR            |
| 3e              | Édouard Schloesing |       | FGDS (Radical) | Édouard Schloesing  |       | FGDS (Radical) |

## Résultats

### Résultats à l'échelle du département
| Parti          | Parti                                           | Premier tour | Premier tour | Second tour | Second tour | Sièges |
| Parti          | Parti                                           | Voix         | %            | Voix        | %           | Sièges |
| -------------- | ----------------------------------------------- | ------------ | ------------ | ----------- | ----------- | ------ |
|                | Union pour la défense de la République          | 28 534       | 20,59        | 42 779      | 30,56       | 1      |
|                | Républicains indépendants                       | 23 176       | 16,72        | 19 156      | 13,69       | 1      |
|                | Union des républicains de progrès               | 51 710       | 37,31        | 61 935      | 44,25       | 2      |
|                |                                                 |              |              |             |             |        |
|                | Parti radical                                   | 21 601       | 15,59        | 23 709      | 16,94       | 1      |
|                | Section française de l'Internationale ouvrière  | 7 353        | 5,31         | Retrait     | Retrait     | 0      |
|                | Fédération de la gauche démocrate et socialiste | 28 954       | 20,89        | 23 709      | 16,94       | 1      |
|                |                                                 |              |              |             |             |        |
|                | Parti communiste français                       | 34 798       | 25,11        | 38 674      | 27,63       | 0      |
|                | Progrès et démocratie moderne                   | 21 394       | 15,44        | 15 648      | 11,18       | 0      |
|                | Parti socialiste unifié                         | 1 733        | 1,25         |             |             | 0      |
|                |                                                 |              |              |             |             |        |
| Inscrits       | Inscrits                                        | 175 465      | 100,00       | 175 391     | 100,00      | 3      |
| Abstentions    | Abstentions                                     | 33 997       | 19,38        | 31 944      | 18,21       |        |
| Votants        | Votants                                         | 141 468      | 80,62        | 143 447     | 81,79       |        |
| Blancs et nuls | Blancs et nuls                                  | 2 879        | 2,04         | 3 481       | 2,43        |        |
| Exprimés       | Exprimés                                        | 138 589      | 97,96        | 139 966     | 97,57       |        |

### Résultats par circonscription

#### Première circonscription (Agen - Nérac)
| Candidat       | Candidat                   | Parti          | Premier tour | Premier tour | Second tour | Second tour |  |
| Candidat       | Candidat                   | Parti          | Voix         | %            | Voix        | %           |  |
| -------------- | -------------------------- | -------------- | ------------ | ------------ | ----------- | ----------- |  |
|                | Georges Caillau élu        | RI (URP)       | 16 316       | 31,48        | 19 156      | 36,53       |  |
|                | Jean François-Poncet       | CD (PDM)       | 14 004       | 27,02        | 15 648      | 29,84       |  |
|                | Frédéric Lindenstaedt      | PCF            | 12 104       | 23,35        | 17 642      | 33,64       |  |
|                | Jacques Bordeneuve sortant | FGDS (Radical) | 8 501        | 16,4         | Retrait     | Retrait     |  |
|                | Jacques Hays               | PSU            | 907          | 1,75         |             |             |  |
|                |                            |                |              |              |             |             |  |
| Inscrits       | Inscrits                   | Inscrits       | 65 889       | 100,00       | 65 871      | 100,00      |  |
| Abstentions    | Abstentions                | Abstentions    | 13 217       | 20,06        | 12 644      | 19,2        |  |
| Votants        | Votants                    | Votants        | 52 672       | 79,94        | 53 227      | 80,8        |  |
| Blancs et nuls | Blancs et nuls             | Blancs et nuls | 840          | 1,59         | 781         | 1,47        |  |
| Exprimés       | Exprimés                   | Exprimés       | 51 832       | 98,41        | 52 446      | 98,53       |  |

#### Deuxième circonscription (Marmande)
| Candidat       | Candidat             | Parti          | Premier tour | Premier tour | Second tour | Second tour |  |
| Candidat       | Candidat             | Parti          | Voix         | %            | Voix        | %           |  |
| -------------- | -------------------- | -------------- | ------------ | ------------ | ----------- | ----------- |  |
|                | Hubert Ruffe sortant | PCF            | 15 754       | 36,86        | 21 032      | 49,18       |  |
|                | Guy Bégué élu        | UDR (URP)      | 12 776       | 29,89        | 21 733      | 50,82       |  |
|                | Jean Fenouillet      | FGDS (SFIO)    | 7 353        | 17,2         | Retrait     | Retrait     |  |
|                | J.-R. Aurin          | RI             | 6 860        | 16,05        | Retrait     | Retrait     |  |
|                |                      |                |              |              |             |             |  |
| Inscrits       | Inscrits             | Inscrits       | 53 835       | 100,00       | 53 830      | 100,00      |  |
| Abstentions    | Abstentions          | Abstentions    | 9 924        | 18,43        | 9 470       | 17,59       |  |
| Votants        | Votants              | Votants        | 43 911       | 81,57        | 44 360      | 82,41       |  |
| Blancs et nuls | Blancs et nuls       | Blancs et nuls | 1 168        | 2,66         | 1 595       | 3,6         |  |
| Exprimés       | Exprimés             | Exprimés       | 42 743       | 97,34        | 42 765      | 96,4        |  |

#### Troisième circonscription (Villeneuve-sur-Lot)
| Candidat       | Candidat                         | Parti          | Premier tour | Premier tour | Second tour | Second tour |  |
| Candidat       | Candidat                         | Parti          | Voix         | %            | Voix        | %           |  |
| -------------- | -------------------------------- | -------------- | ------------ | ------------ | ----------- | ----------- |  |
|                | Marcel Albagnac                  | UDR (URP)      | 15 758       | 35,8         | 21 046      | 47,02       |  |
|                | Édouard Schloesing sortant réélu | FGDS (Radical) | 13 100       | 29,76        | 23 709      | 52,98       |  |
|                | Serge Dubois                     | CD (PDM)       | 7 390        | 16,79        | Retrait     | Retrait     |  |
|                | Gilbert Venaud                   | PCF            | 6 940        | 15,77        | Retrait     | Retrait     |  |
|                | Michel Bourre                    | PSU            | 826          | 1,88         |             |             |  |
|                |                                  |                |              |              |             |             |  |
| Inscrits       | Inscrits                         | Inscrits       | 55 741       | 100,00       | 55 690      | 100,00      |  |
| Abstentions    | Abstentions                      | Abstentions    | 10 856       | 19,48        | 9 830       | 17,65       |  |
| Votants        | Votants                          | Votants        | 44 885       | 80,52        | 45 860      | 82,35       |  |
| Blancs et nuls | Blancs et nuls                   | Blancs et nuls | 871          | 1,94         | 1 105       | 2,41        |  |
| Exprimés       | Exprimés                         | Exprimés       | 44 014       | 98,06        | 44 755      | 97,59       |  |